# Fauvillers
Fauvillers (in vallone Faiviè, in lussemburghese Fäteler, in tedesco Feitweiler) è un comune belga di 2 071 abitanti, situato nella provincia vallona del Lussemburgo.